# Nothorhina gardneri
Nothorhina gardneri là một loài bọ cánh cứng trong họ Cerambycidae.